# Chikkumbi, Parasgad
Chikkumbi là một làng thuộc tehsil Parasgad, huyện Belgaum, bang Karnataka, Ấn Độ.